# ウェディング・ライセンス
『ウェディング・ライセンス -結婚許可証- 』は、竹宮惠子による日本の漫画作品。『少女コミック』（小学館）にて1973年14号より33号まで連載された。
竹宮惠子のスランプ期の作品で、スケジュールもぎりぎりの状態で続けられ、読者から広範な支持を得られぬ状態で終わった連載であった、という。

## ストーリー
リバティ・バランスは神学校に通う神父志望の少年で、密かに実家に近い女学校のマドンナに憧れていたが、父親の暗殺により本人の意図せぬまま、母親コーデリアと父親の片腕ビルの監督と後見のもと、ギャングのバランス一家の総帥になることになる。そのため、神学校を中退させられ、小姓ルスと、転校先では幼馴染みのデイビーとカールを護衛としてつけられることになった。やくざ稼業と学校裏の女子高校に通うマドンナへの恋心で揺れつつ、リバティは父親の死の真相に近づいてゆく。

## 登場人物
リバティ・バランス
物語の主人公。15歳。美形で、若いころの父親と似た風貌をしているが、女には初心で純情な性格。血が苦手である。神父になることを目指していたが、父親の死を取り調べに来た警部の無礼な所作にたんかを切ったのを見た母親に見込まれ、半ば強引にリバティ一家の親分として御披露目され、ほかの書類と一緒に紛れ込まされて神学校中退のサインをさせられる。幼馴染み達とチェリー・ブロッサム高等学校に転入させられるが、たまたま隣が憧れのマドンナの通うミス・アンブローズ校であったことから、正体を隠して接近しようとする。ライバルであるマーチン一家とその親分であるトーマス・マーチンに好印象を抱いておらず、そのことが恋の障害にもなる。
マーフィ・バランス
リバティの父。物語の劈頭でマシンガンで銃撃され、暗殺される。性格はリバティとよく似ていたようである。トーマス・マーチンに息子が立派な神父になるであろうと自慢していた。
コーデリア・バランス
リバティの母。暗殺された夫マーフィーの後を息子に継がせようとする。実はライバルのマーチン一家の親分であるトーマス・マーチンに好意を寄せており、そのことでショックを受けたリバティより義絶される。
ビル
バランス一家の重鎮。物語の黒幕。リバティの母親、コーデリアに協力するふりを見せつつ、一家の乗っ取りを企み、腹心のルスをリバティの小姓につける。若いころ、幹部にするという約束で、リバティの父のマーフィの身代わりとして服役していたことがあり、そのことでバランス家を恨み、復讐心を抱いている。
ルス
ビルによって送り込まれたリバティの小姓。両親をリバティの父親に殺されている。だが、父親譲りのリバティの優しい人格に触れ、心から彼のために尽くしたいと思うようになり、ビルの野望を阻止しようと奮闘する。ティルサには好感情を持っていない。
『ファラオの墓』のスネフィル王の小姓、『風と木の詩』の生徒会長ロスマリネの小姓として、同じ顔の同名の人物が登場している（ただし、性格は全然別である）。
デイビス・デイリー
リバティの幼馴染み。リバティ転入以前からのチェリー・ブロッサム高等学院の生徒。ギャングのボスを継いだリバティの側近としてなることを義務づけられるが、個人的に彼を気にいってしまい、ビルの野望を阻止しようと暗躍する。
カール・マイセ
リバティの幼馴染みで、同じ神学校に通っていたが、デイビス同様、リバティの側近となるため、強制的に転校させられる。当初はそのことに不満を持っていたが、神学生時代からかわらない彼の人柄に触れ、デイビスとともにビルと対抗するようになる。
『風と木の詩』のカールと容貌・性格が同じである。
ティルサ・マーチン
リバティの憧れの君。この物語のヒロイン。ギャングのボスになったリバティを嫌いつつ、神父姿に扮装したリバティと交際するようになる。実はトーマス・マーチンの娘で、父親とリバティの母親の交際が発覚し、リバティの正体が明らかになった後、リバティのところへ押しかける。
トーマス・マーチン
マーチン一家のボス。温厚な人柄だが、リバティの父、マーフィの暗殺犯と噂される人物。マーフィとコーデリアを争った過去がある。マーフィー亡き後のコーデリアと密かに交際していた。
アラン・ド・ポワソン
マーチンの秘書。ティルサのフィアンセ候補。リバティとポーカーの勝負で勝利し、バランス家の会社を3社手にいれる。人から奪うのは好きだが、与えられるのは趣味ではない。
リード
マーチンの部下と口論になり、殺害して逃走中の黒人少年。実は兄の罪を被り、負傷もしていた。リバティの血を輸血することで助かる。
ベス
リードの兄。リザに説得されて自首を決心する。
ジミイ
ベスの友人。仲間5人でバランス一家を脱退することを考えていた。
リザ
ジミイの恋人。リバティの人格に感銘を受け、一家離脱を思い留まる。
テッド
ジミイの友人。
ドクター・セル
リバティーの幼年期のかかりつけの医師。
ポーリィ
ティルサの取り巻きの少女。12歳。のちにルスに好意を抱く。

## 作品解説
- 脇明子は、竹宮惠子作品の魅力は少年の「跳躍」にあると述べ、例としてこの作品の主人公、リバティ・バランスをとりあげ、彼の神学生とやくざの若親分としての二つの顔が交錯するところにおいて、誰の予想を超えた活躍を見せていることをあげている[2]。

## 単行本
- サンコミックス（朝日ソノラマ刊）全2巻
- 竹宮惠子全集25（角川書店刊）全1巻
- MF文庫（メディアファクトリー刊）全1巻